# Worm Infested

Worm Infested este un EP al trupei Cannibal Corpse lansat în 2003 prin casa de discuri Metal Blade Records. 

## Piese
1. "Systematic Elimination" – 2:53
2. "Worm Infested" – 3:29
3. "Demon's Night"  – 4:16
4. "The Undead Will Feast" (Refăcut de la Eaten Back to Life) – 2:53
5. "Confessions"  – 2:56
6. "No Remorse"  – 6:15